# Cayo Atilio Bulbo
Cayo Atilio Bulbo  fue un político romano que accedió al consulado en 245 a. C. y en 235 a. C.. Fue elegido censor en 234 a. C. 
En su segundo consulado, en el que tuvo a Tito Manlio Torcuato como colega, el templo de Jano fue cerrado por primera vez desde el reinado de Numa.